# Peter Lücker (Heimatforscher)
Peter Lücker (* 18. Juli 1875 in Klosterkumbd; † 5. Februar 1957 in Weitefeld) war ein deutscher Schulleiter, Heimatforscher und Ehrenbürger von Weitefeld. 

## Leben
Lücker legte die erste Lehrerprüfung 1896 ab, wurde dann nach kurzer Lehrertätigkeit in Niederschelderhütte und Winnersbach am 1. November 1900 nach Weitefeld versetzt. Mit dem 1. Juli 1909 wurde Peter Lücker zum Hauptlehrer an der Volksschule Weitefeld befördert. Die endgültige Ernennung zum Schulleiter an derselben Schule wurde ihm zum 1. April 1920 übertragen, die er bis zu seinem Ruhestand am 1. Oktober 1937 innehatte. Der Kriegswirren wegen wirkte er aber in gleicher Position noch bis zum 30. April 1938 sowie im Zeitraum vom 15. September 1939 bis 1. Dezember 1944. 
Die 1100-Jahr-Feier der Ortsgemeinde Weitefeld konnte als Ergebnis von Forschungen durch Peter Lücker 1948 begangen werden. Diese Feierlichkeit war der Anlass, ihm die Ehrenbürgerwürde zu verleihen – für sein Wirken als Erzieher und Heimatforscher.
In seiner zweiten Heimat Weitefeld sollte er bis zu seinem Tod am 5. Februar 1957 bleiben. Er wurde auf dem dortigen Friedhof beigesetzt.

## Wirken
Sein Wirken prägte sich in zweifacher Hinsicht in die Lokalgeschichte des Daadener Landes ein: Seine Lehrertätigkeit über einen Zeitraum von insgesamt 43 Jahren, in denen er Generationen von Schülern in „seiner“ Schule in Weitefeld geprägt hat. Auch galt sein Interesse der lokalen Geschichte, das über das „normale“ Maß eines Heimatforschers weit hinausging.
Für das Daadener Land und besonders für die Ortsgemeinde Weitefeld war Peter Lückers Schaffenskraft sehr wertvoll, sind doch seine Veröffentlichungen, Forschungen und Erkenntnisse heute noch vielfach aktuell. Selbst heutigen Heimatforschern bieten die Arbeiten Peter Lückers noch reichlich Information und Grundlagen für weitere Arbeiten und Entdeckungen. In diesem Zusammenhang muss erwähnt werden, dass Peter Lücker maßgeblich an der Gründung der Weitefelder Obstplantage beteiligt war, die bis in die heutige Zeit Bestand hat.

## Werke (Auswahl)
| Titel | Jahr |
| --- | ---- |
| Eigenart und Rechtmäßigkeit des Berechtigtenwesens, dargestellt an den Verhältnissen der Landgemeinde Friedewald | 1928 |
| Eigenart und Rechtmäßigkeit der Haubergsgenossenschaft, dargestellt an den Verhältnissen im Kirchspiel Daaden    | 1929 |
| Ton- und Quarzit im nördlichen Westerwald                                                                        | 1930 |
| Die Gruft und Gräber in der Kirche zu Daaden                                                                     | 1931 |
| Poesie in alten Kirchenbüchern der Kirche zu Daaden                                                              | 1931 |
| Sonderbare Todesfälle nach Berichten der Kirchenbücher des Kirchspiels Daaden                                    | 1931 |
| Aus meiner Schulchronik (Ein Zeit- und Kulturbild vor 100 Jahren)                                                | 1931 |
| Die Geschichte der Weiher zu Weitefeld und die Sage vom „Weiherhäuschen“                                         | 1931 |
| Kirchenstühle und Kirchenstände in der Kirche zu Daaden                                                          | 1932 |
| Unsere Heimat in schweren Zeiten. Ein Beitrag aus dem Kirchspiel Daaden                                          | 1932 |
| Reformationsjubelfeier in Daaden 1817                                                                            | 1932 |
| Geschichte der Schule zu Weitefeld                                                                               | 1933 |
| Die Einführung der Union im Kirchspiel Daaden                                                                    | 1933 |
| Die Steinches Mühle bei Daaden                                                                                   | 1938 |
| Festschrift zur 1100-Jahres-Feier des Westerwalddorfes Weitefeld am 15. Mai 1948                                 | 1948 |